# Kościół św. Antoniego w Dąbrowie Górniczej
Kościół pw. Narodzenia Najświętszej Marii Panny i św. Antoniego, sanktuarium św. Antoniego z Padwy – barokowy kościół w Dąbrowie Górniczej-Gołonogu (Diecezja sosnowiecka, Dekanat dąbrowski – św. Antoniego z Padwy), zbudowany na wzgórzu wapiennym o wysokości 335 m n.p.m. (Góra św. Antoniego). 

## Historia
Kościół został ufundowany w 1675 przez biskupa krakowskiego Andrzeja Trzebickiego i konsekrowany przez niego w 1678. Początkowo jednonawowy z drewnianą wieżą. Był to kościół farny. W 1753 biskup krakowski Andrzej Załuski ufundował dobudowę murowanej wieży, założonej na planie kwadratu, przechodzącego w górze w ośmiobok, zwieńczonej baniastym barokowym hełmem z latarnią, pokrytym obecnie miedzianą blachą. W 1850 rozbudowano prezbiterium, a w latach 1889–1892 dobudowano nawy boczne z kaplicami św. Antoniego od strony północnej i św. Barbary od strony południowej oraz skarbiec i zakrystię z obejściem. Od tej pory układ architektoniczny jest bazylikowy. Ściany zewnętrzne kościoła posiadają toskańskie pilastry. Nawy boczne posiadają sklepienia krzyżowe, natomiast prezbiterium przykryte jest kolebą z dwiema lunetami po obu stronach. Więźba dachowa i strop nawy głównej są drewniane. Dach kościoła, pokryty blachą miedzianą, wieńczy barokowa sygnaturka. Wnętrze wyposażone jest w ołtarze, ławki i ambonę z końca XIX wieku. Polichromia kościoła pochodzi z 1896, wykonana została przez krakowskiego malarza Piotra Nizińskiego. Plac przykościelny otoczony jest murem obronnym z kamienia wapiennego. Na szczyt prowadzą m.in. kryte schody o prawie stu stopniach. Przy wyjściu z krytych schodów wznosi się stara plebania pochodząca z XIX wieku z dobudowanym w latach 1922–1929 od strony zachodniej skrzydłem. 13 czerwca 2006 r., po zakończeniu gruntownego remontu, kościół został rekonsekrowany przez ks. bp. Adama Śmigielskiego, ordynariusza sosnowieckiego. Obecnie kościół należy do parafii św. Antoniego, administrowanej (od 9 sierpnia 1951 r.) przez oo. franciszkanów konwentualnych. Cmentarz na Górce Gołonoskiej znajduje się pobliżu kościoła od strony wschodniej.
Decyzją z 12 grudnia 2022 Śląski Wojewódzki Konserwator Zabytków wpisał do rejestru zabytków nieruchomych województwa śląskiego pod numerem A/1100/22 ogrodzenie wokół kościoła parafialnego pw. Narodzenia NMP i św. Antoniego w Dąbrowie Górniczej - Gołonogu oraz otoczenie ww. kościoła w ramach ogrodzenia.

## Galeria

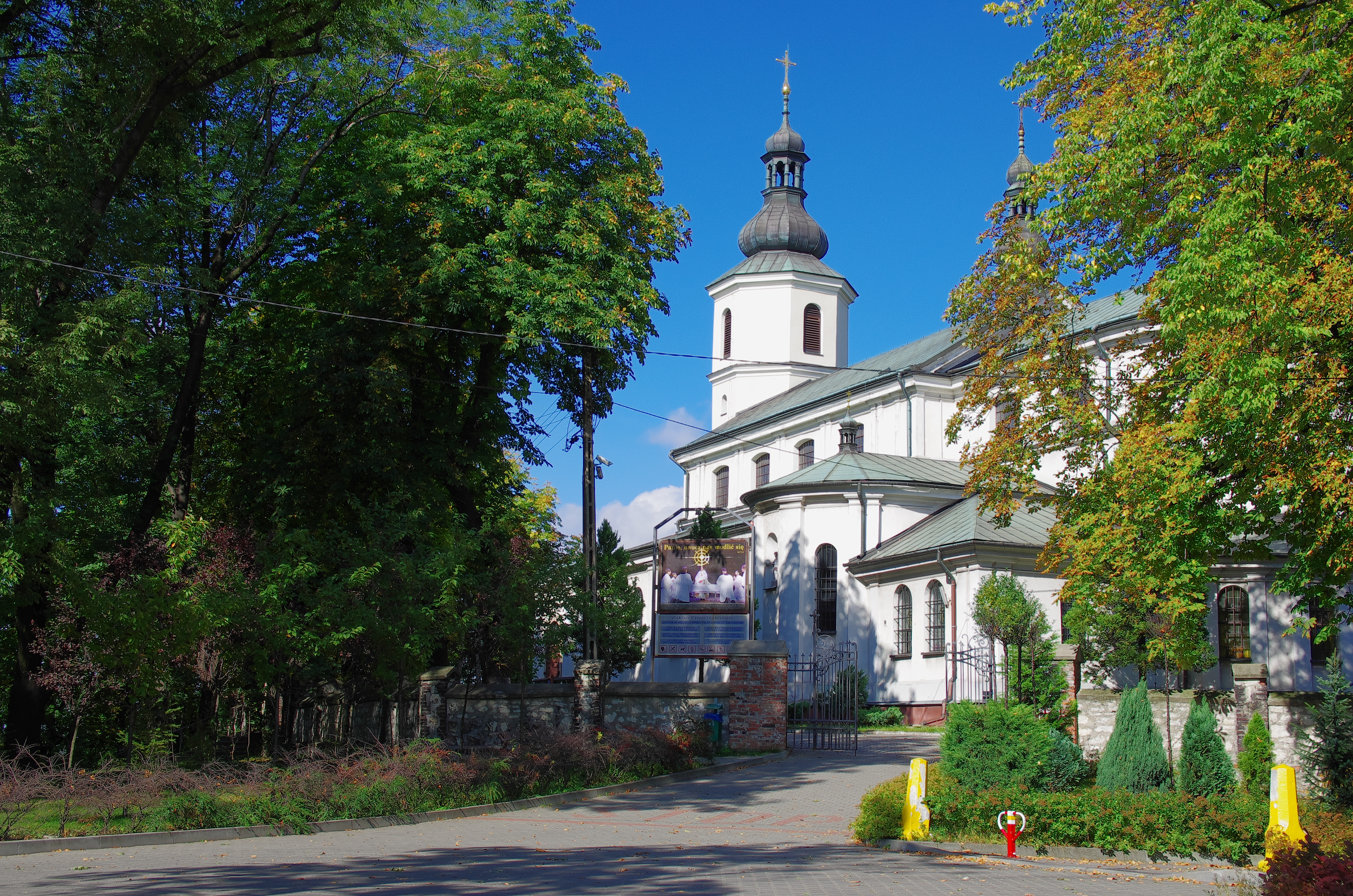
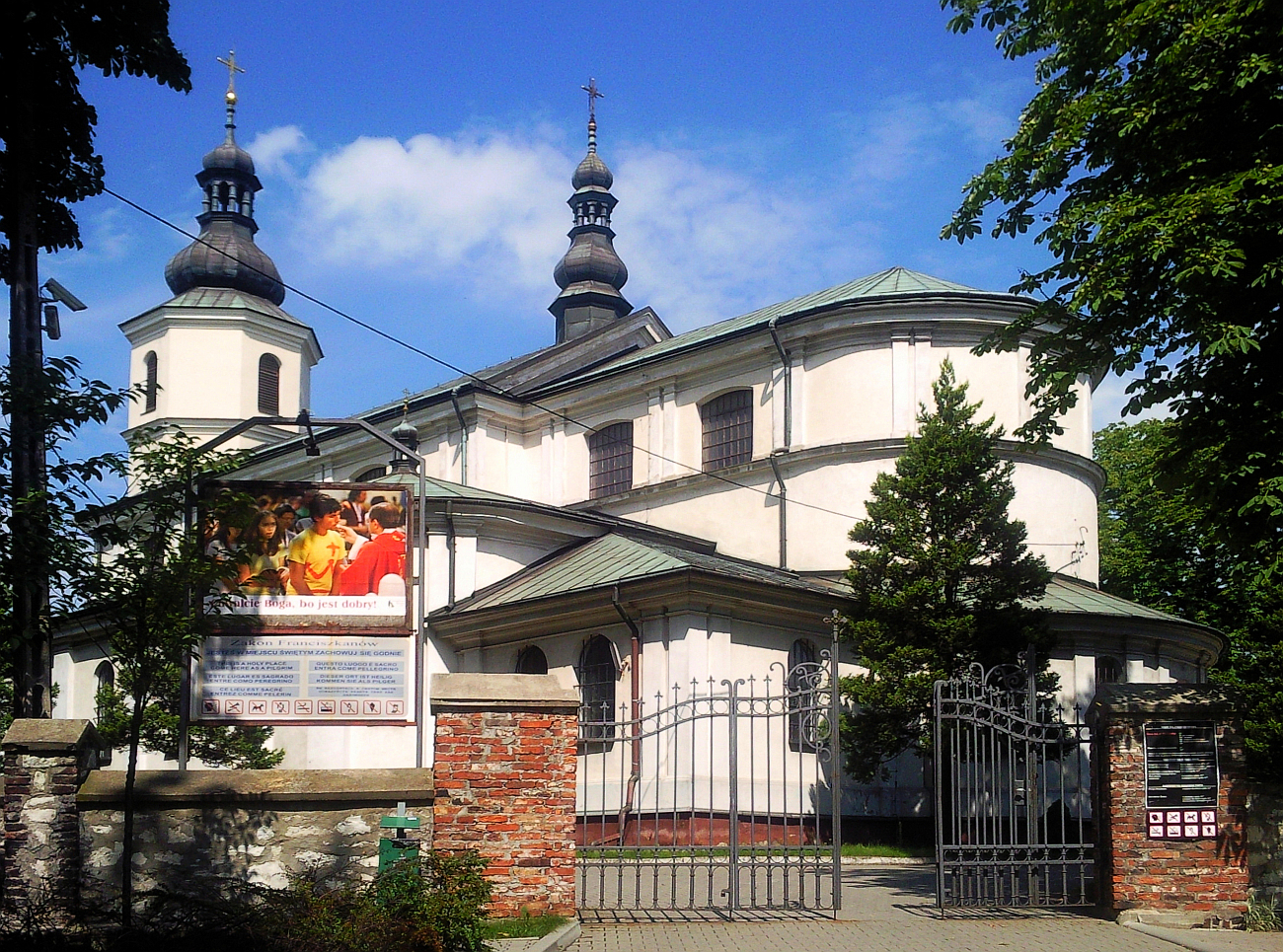
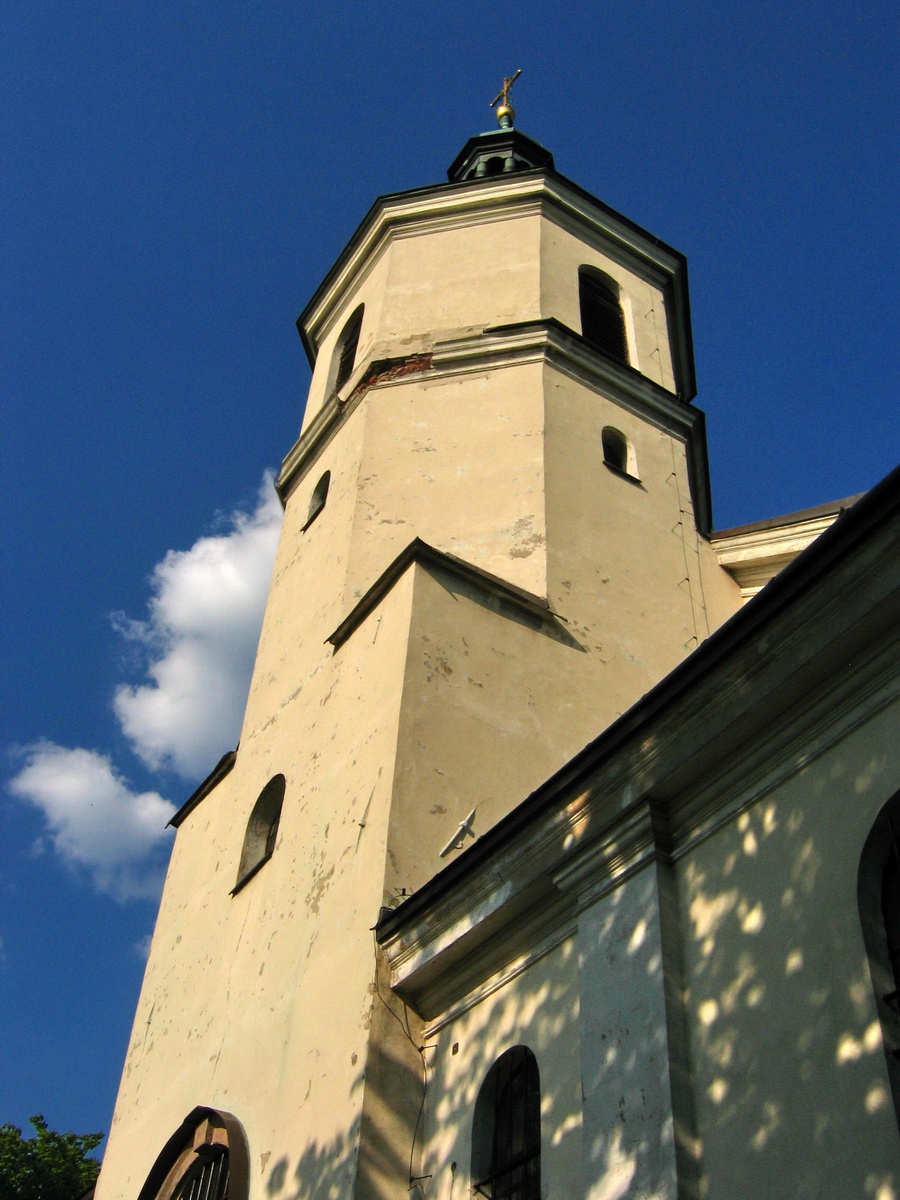
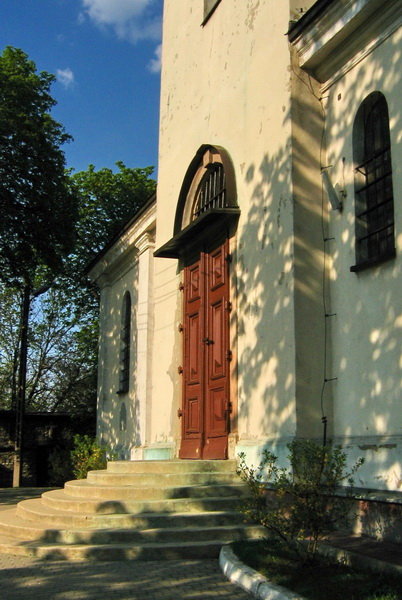
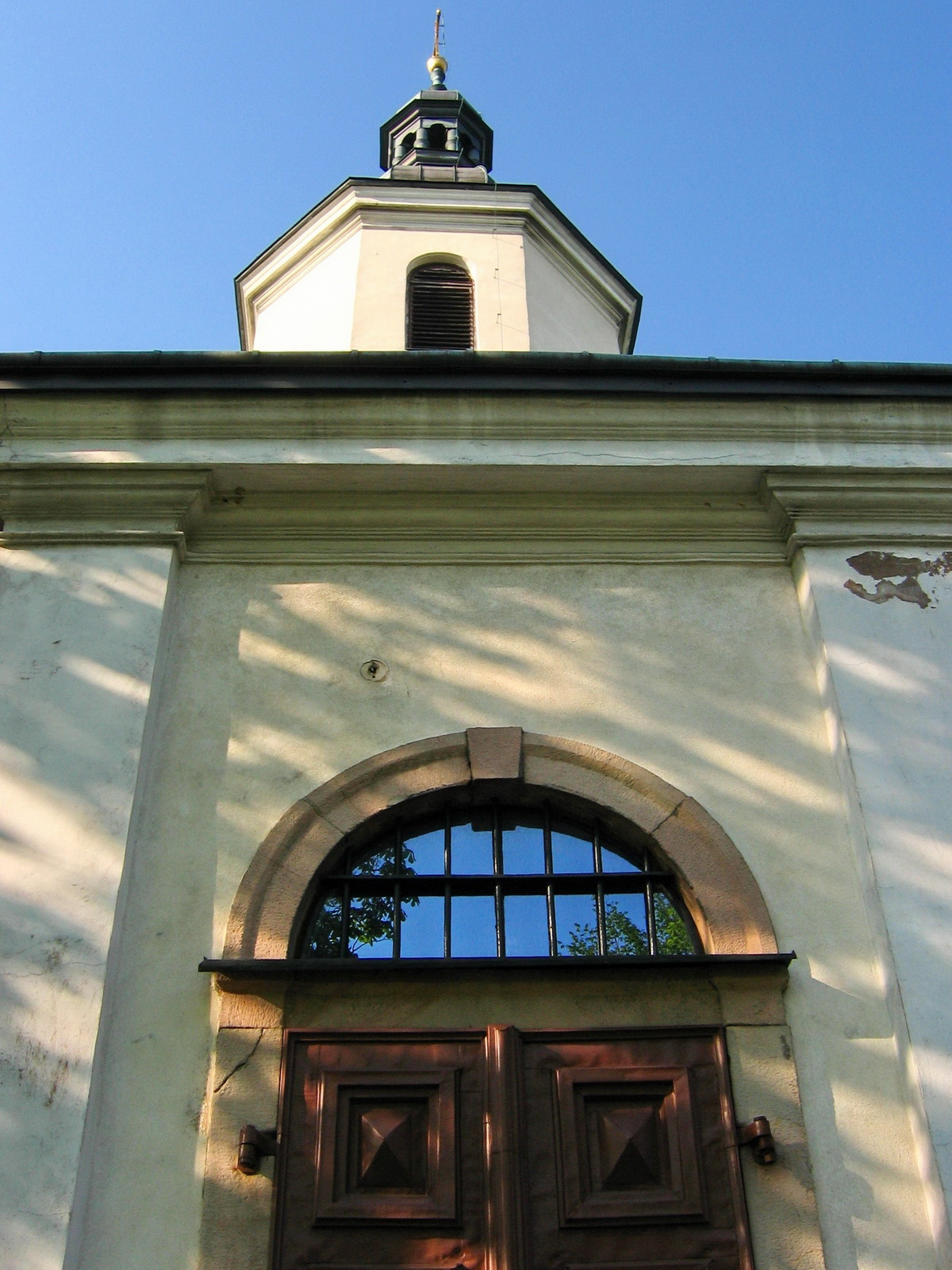
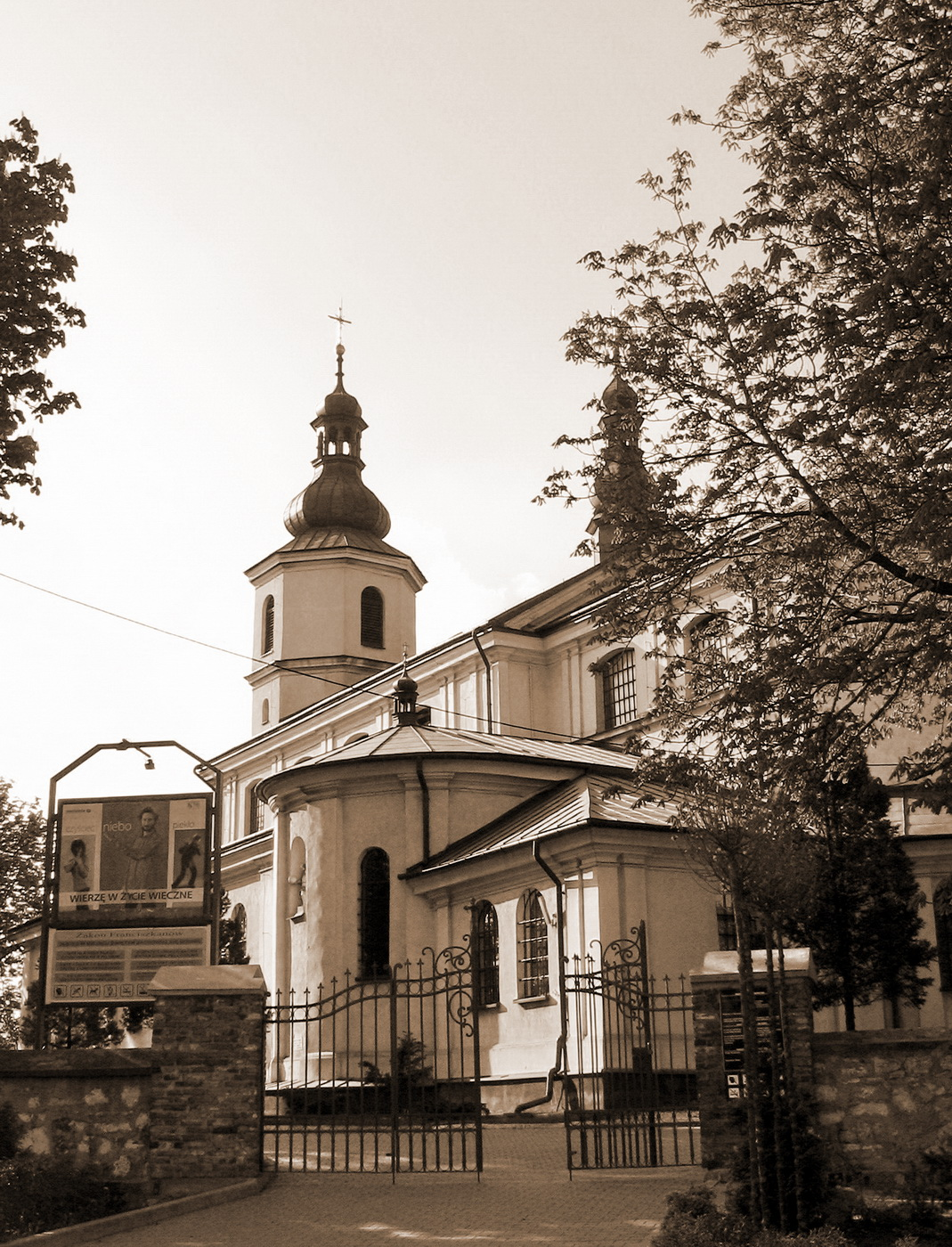
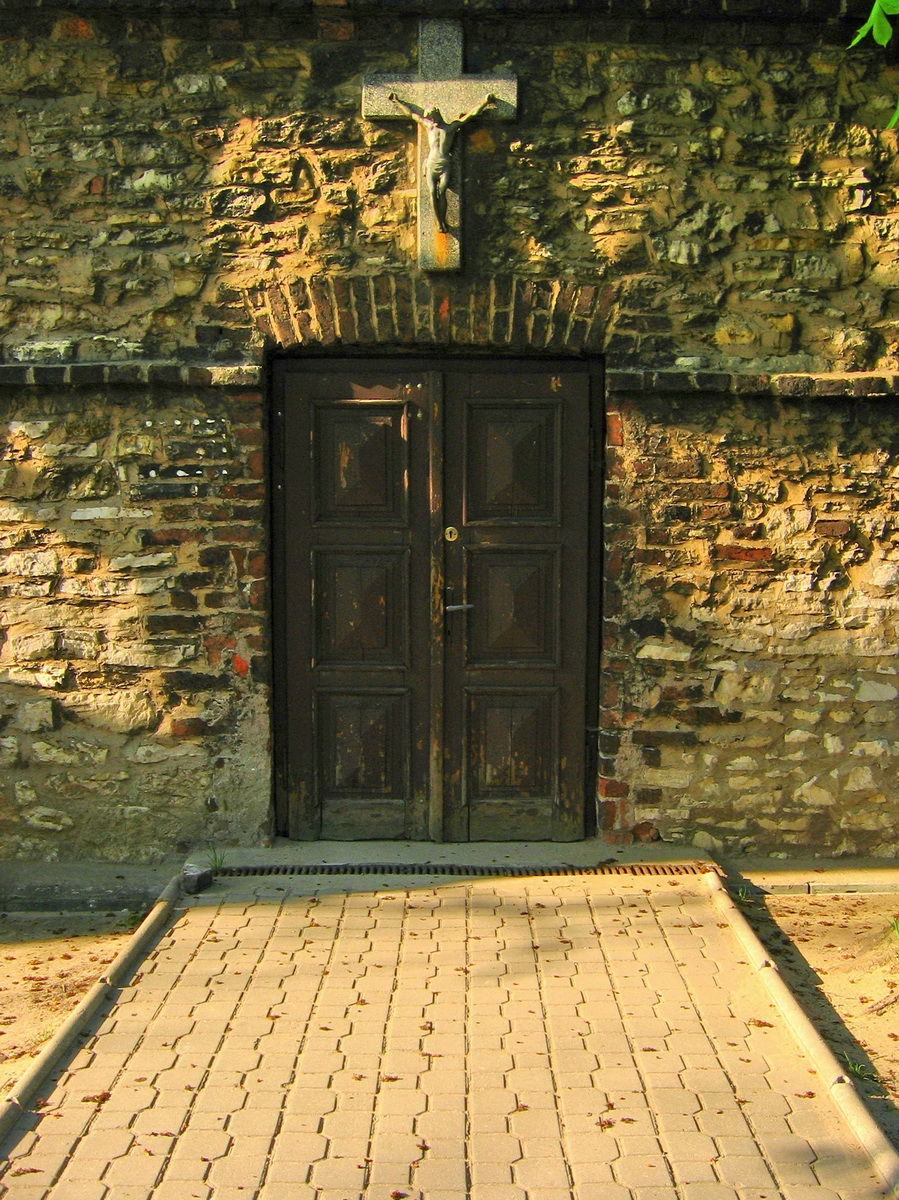
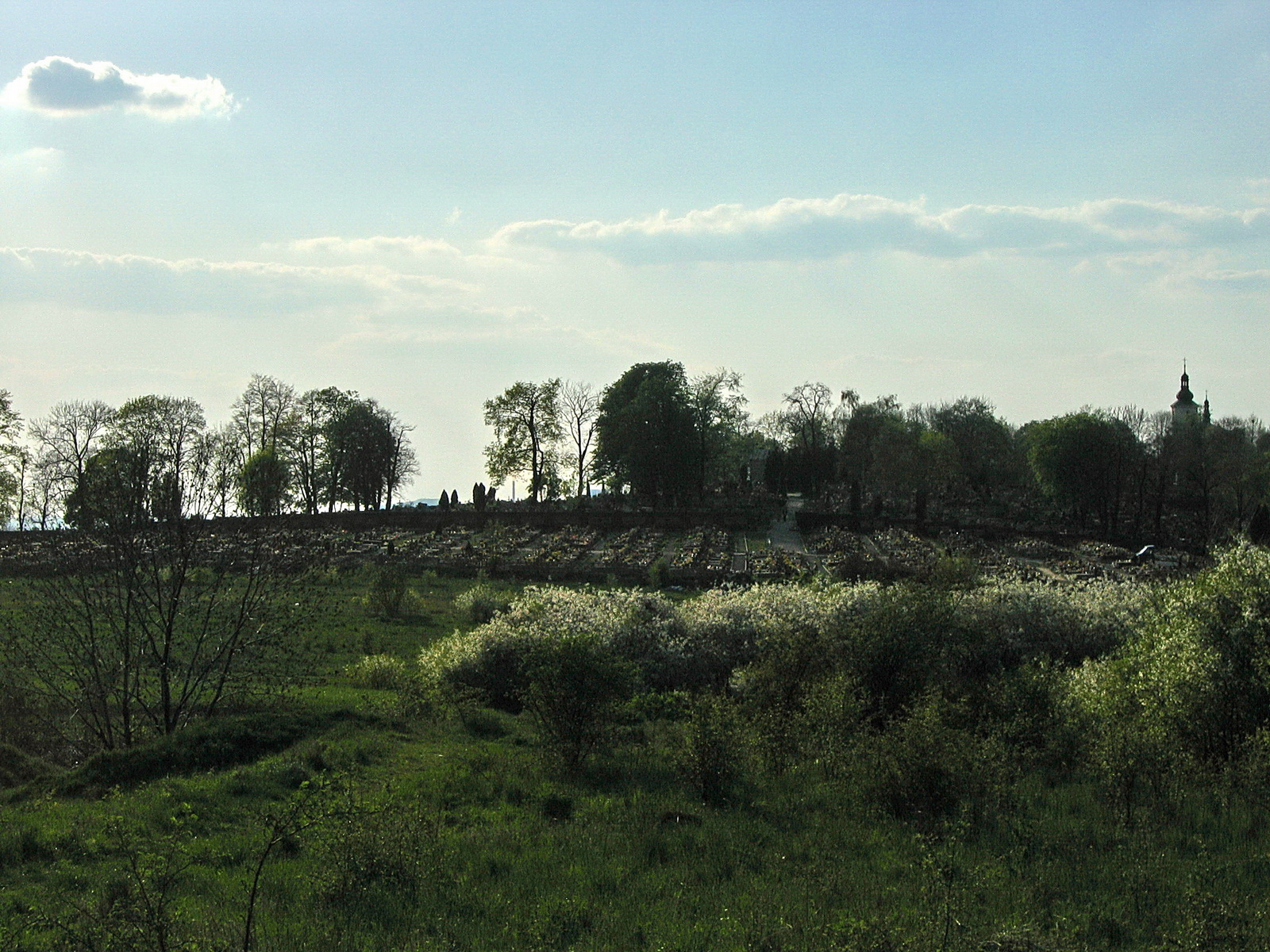
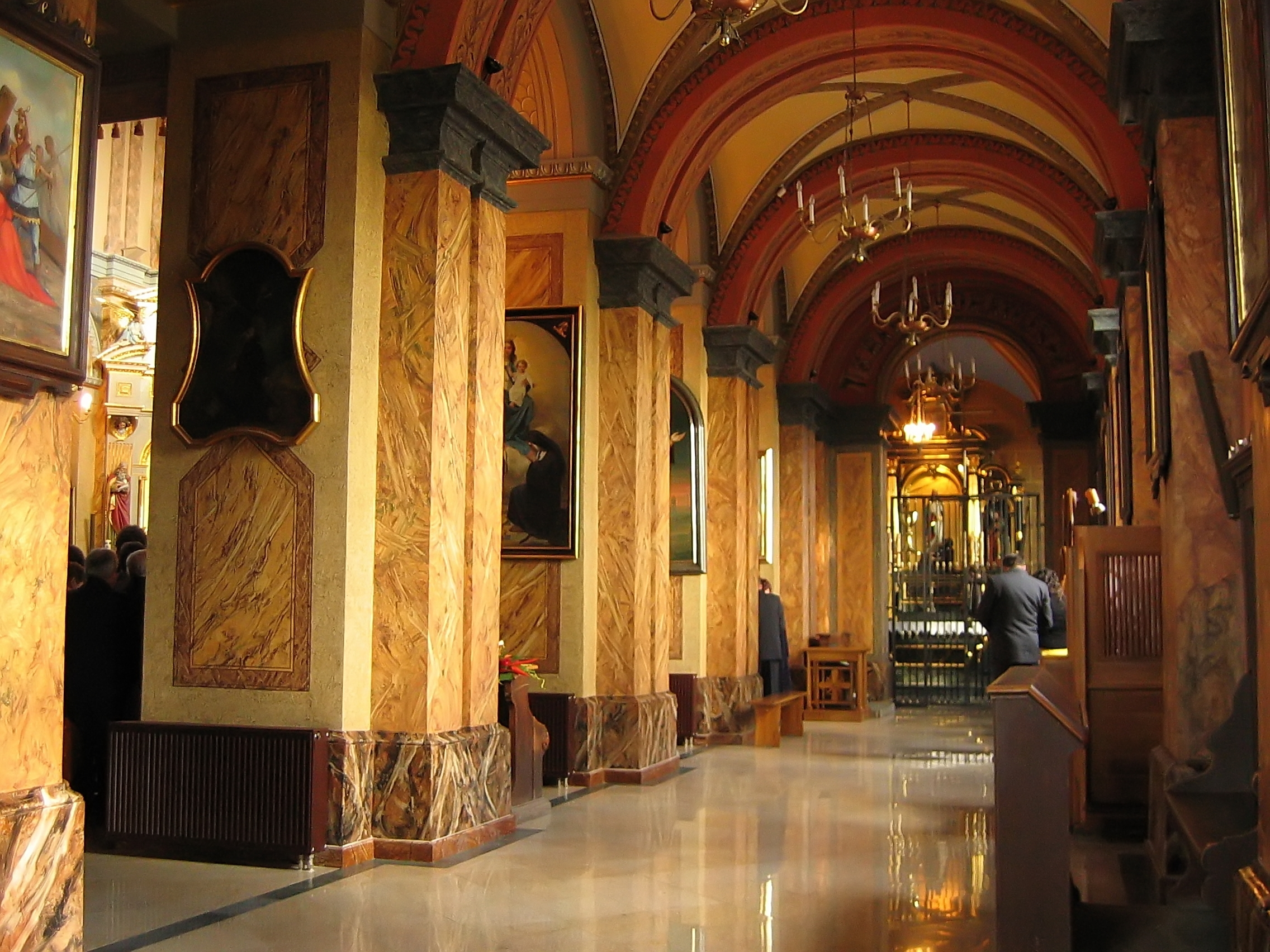

## Duszpasterze
| Proboszcz                    | Lata działania w parafii |
| ks. Sebastian Brząkalski     | 1675–1678                |
| ks. Maciej Straszyński       | 1678–1737                |
| ks. Błażej Mazurkiewicz      | 1737–1746                |
| ks. Jakub Kapuściński        | 1746–1773                |
| ks. Sebastian Sieczkowski    | 1773–1788                |
| ks. Jakub Dzielawski         | 1788–1790                |
| ks. Józef Jasiński           | 1790–1800                |
| ks. Baltazar Pawłowski       | 1800–1841                |
| ks. Józef Gąsiorowski        | 1841–1888                |
| ks. Tadeusz Konarski         | 1889–1908                |
| ks. Kazimierz Bochnia        | 1908–1920                |
| ks. Józef Jarza              | 1918–1920                |
| ks. Piotr Waśkiewicz         | 1920–1921                |
| ks. Franciszek Siermantowski | 1921–1922                |
| ks. Teodor Urbański          | 1922–1929                |
| ks. Alojzy Halama            | 1929–1929                |
| ks. Leon Olczakowski         | 1929–1939                |
| ks. Stanisław Raton          | 1939–1939                |
| ks. Zygmunt Flisowski        | 1939–1951                |
|                              |                          |
| Zakon Franciszkanów          | Lata działania w parafii |
| o. Apolinary Uchman          | 1951–1951                |
| o. Ignacy Mucha              | 1951–1965                |
| o. Wiesław Pelc              | 1965–1968                |
| o. Cyryl Nastalski           | 1968–1974                |
| o. Bogumił Stachowicz        | 1974–1977                |
| o. Marek Hałambiec           | 1977–1980                |
| o. Dominik Barcik            | 1980–1981                |
| o. Anicet Sajek              | 1981–1983                |
| o. Zbigniew Wojnar           | 1983–1989                |
| o. Sykstus Koniarz           | 1989–1992                |
| o. Zenon Szuty               | 1992–2001                |
| o. Witold Kuźma              | 2001–2012                |
| o. Radosław Kramarski        | 2012–2020                |
| o. Sebastian Tracz           | od 2020                  |